# Hydroptila veracruzensis
Hydroptila veracruzensis är en nattsländeart som beskrevs av Oliver S. Flint Jr. 1967. Hydroptila veracruzensis ingår i släktet Hydroptila och familjen smånattsländor. Inga underarter finns listade i Catalogue of Life.